# مهمانی چای
برای جنبش سیاسی آمریکایی، جنبش تی پارتی را ببینید.

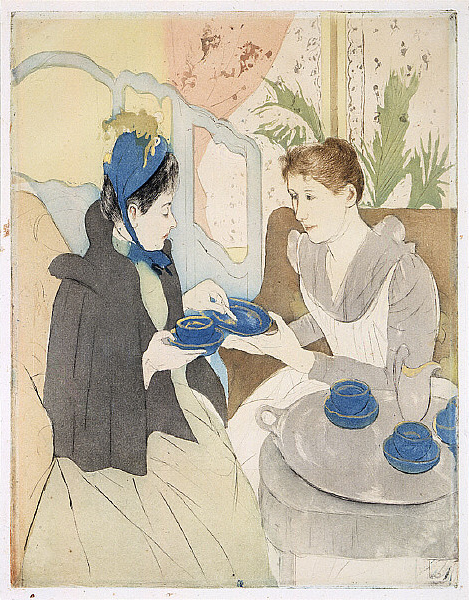
مهمانی چای بعدازظهر، حدود ۱۸۹۱، توسط مری کاسات

مهمانی چای یک رویداد اجتماعی است که در بعد از ظهر برگزار می‌شود. برای سده‌ها و در بسیاری از جوامع، نوشیدن چای با یک همراه در ظهرگاه گرامی داشته‌ شده است. مهمانی‌های چای برای جلسات کاری رسمی، جشن‌های اجتماعی یا صرفاً به عنوان یک نوشیدنی سبک بعد از ظهری در نظر گرفته می‌شود.
در ابتدا، درمهمانی‌های چای، چای خشک در قوری همراه با شیر و شکر ارائه می‌شد. انواع غذاها از جمله ساندویچ، اسکون، کیک، شیرینی و بیسکویت در کنار چای در ظرف‌های پلکانی سرو می‌شد. غذاهایی که در مهمانی‌های چای سرو می‌شد، مطابق با فصل بود. مردم معمولاً در فصل زمستان، غذاهای جامد و در فصول تابستان و بهار، میوه و انواع توت‌ها مصرف می‌کردند.
مهمانی‌های رسمی چای معمولاً با استفاده از ظروف گران‌بها مانند چینی، چینی استخوانی یا نقره مشخص می‌شود. میزها را می‌توان با دستمال سفره و فنجان و بشقاب همسان چید.
در گذشته، مهمانی‌های چای بعد از ظهر به طور منظم برگزار می‌شد. در حالی که در حال حاضر، مهمانی‌های چای تبدیل به رویدادهای گردهمایی اجتماعی در رستوران‌های سنتی شده است که در آن چای و غذا به شیوه سنتی ارائه می‌شود.

## تاریخچه

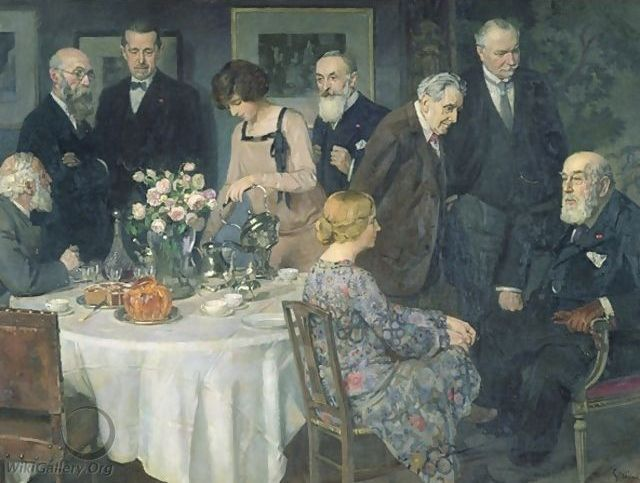
گروهی از هنرمندان، پاریس، حدود ۱۹۲۹، توسط ژول‌الکساندر گرون

### مهمانی‌های چای‌ رسمی
بنا بر برخی گزارش‌ها، ملکه ویکتوریا برای یک مهمانی چای، «۱۶ کیک اسفنجی شکلاتی، ۱۲ کیک اسفنجی ساده، ۱۶ بیسکویت فوندانت» به همراه سایر شیرینی‌ها را برای یک مهمانی چای در کاخ باکینگهام سفارش می‌داد. مهمانی چای بعد از ظهر به یکی از ویژگی‌های خانه‌های بزرگ در عصر ویکتوریا و ادوارد در بریتانیا، عصر طلایی در ایالات متحده و همچنین در تمام قارهٔ اروپا (فرانسه، آلمان و امپراتوری روسیه) تبدیل شده‌بود. مهمانی رسمی چای هنوز به عنوان یک رویداد باقی مانده، مانند مهمانی‌ چای مراسم دبیوتانت در برخی از جوامع مرفه آمریکایی.
به طور سنتی، خدمتکاران خانه‌های بزرگ در صورت عدم نیاز به ایشان، بیرون از اتاق می‌ماندند. رسم ممنوعیت حضور خدمتکاران در اتاق پذیرایی هنگام صرف چای را با کنایهٔ نویسنده قرن هجدهم هنری فیلدینگ مبنی بر اینکه «عشق و رسوایی، بهترین شیرین‌کننده‌های چای هستند» می‌توان درک کرد که نشان‌دهندهٔ تمایل میزبان به تشویق گفتگوی بی‌پرده در میان مهمانانش است.
کیک های چای مورد علاقه ملکه الیزابت دوم، کیک اسفنجی با عسل و خامه و کیک بیسکویتی شکلاتی بود. ساندویچ‌های چای ممکن است شامل سالمون دودی، سالاد تخم‌مرغ یا ژامبون و خردل و موارد دیگر باشد. همچنین ساندویچ‌ تن ماهی مثلثی روی نان کره‌ای و با خیارهای نازک‌برش‌داده‌شده هم می‌توان سرو کرد.

## در کشورهای گوناگون
- یام چا برابر چینی یک مهمانی چای غربی است که معمولاً در رستوران برگزار می‌شود.[۵]
- واژه «Kaffeeklatsch» در آلمانی که به معنی "غیبت قهوه» است، یک گردهمایی بعدازظهر  – با حضور کلیشه‌ای زنان خانه‌دار – است که در آن قهوه یا چای نوشیده، کیک خورده و شایعات رد‌ و‌ بدل می‌شود.

## مهمانی چای آلیس

مهمانی چای دیوانه‌وار از سرزمین عجایب، حدود ۱۸۶۵، به تصویر کشیده شده توسط جان تنیل

در ماجراهای آلیس در سرزمین عجایب نوشته لوئیس کارول، در فصل «مهمانی چای دیوانه‌وار»، آلیس به همراه خرگوش بهاری، کلاهدوز دیوانه، و یک درماوس خوابیده که بیشتر این فصل در خواب می‌ماند، مهمان یک مهمانی چای می‌شود. شخصیت‌های دیگر معماها و پرسش‌های زیادی برای آلیس پدیدار می‌کنند، مانند پرسش معروف «چرا کلاغ شبیه میز تحریر است؟»
کلاهدوز فاش می کند که آنها تمام روز چای می‌نوشند زیرا زمان، او را با ایستادن ابدی در ساعت ۶ بعد از ظهر (به وقت چای) مجازات کرده‌است. آلیس از بمباران معماها خشمگین و خسته می‌شود و مهمانی را ترک می‌کند و می‌گوید که احمقانه‌ترین مهمانی چایی بوده است که او تا به‌ حال به آن رفته است.

## همچنین ببینید
- چای در بریتانیا
- ساعت غذا و استراحت
- مراسم چای ژاپنی
- چای
- مراسم چای
- فرهنگ چای
- رقص چای
- ساندویچ چای
- سرویس چای‌خوری